# Fundusz pożyczkowy
Fundusz pożyczkowy – instytucja niebędącą bankiem, której działalność koncentruje się na zapewnieniu dostępu do zewnętrznych źródeł kapitału poprzez udzielanie pożyczek. 
Poprzez umowę pożyczki fundusz zobowiązuje się przenieść na rzecz pożyczkobiorcy (np. przedsiębiorcy) określoną ilość pieniędzy. Ten ostatni zobowiązuje się do zwrotu tej samej ilości pieniędzy. W zamian za pożyczkę pożyczkobiorca zobowiązuje się do zapłaty na rzecz funduszu odsetek, przybierających formę oprocentowania. W rezultacie fundusz pożyczkowy uzyskuje środki na prowadzenie działalności, a pożyczkobiorca uzyskuje środki finansowe na realizację zamierzonych celów.
Fundusze pożyczkowe są ważnym instrumentem wsparcia finansowego dla małych i średnich przedsiębiorstw, zwłaszcza przy ograniczonej dostępności innych form finansowania zewnętrznego (w tym kredytów bankowych).